# Vedella

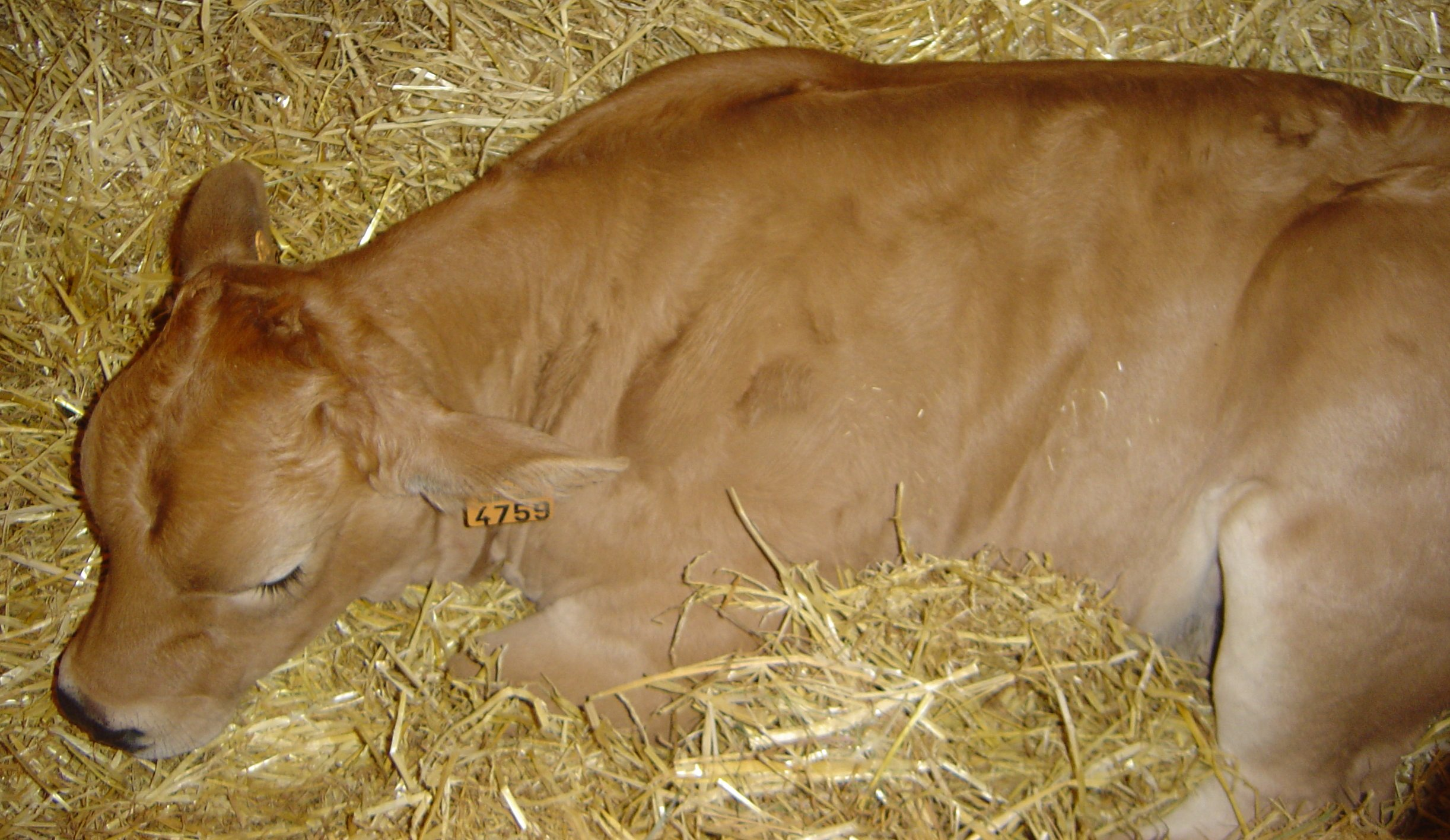
Vedella

La vedella és una vaca, i el vedell un bou, que no ha assolit la maturitat sexual «o té més d'un any». La definició legal difereix d'un país a l'altre. En algunes zones catalanoparlants, quan encara no s'ha desmamat rep el nom de meix, i quan té d'un any fins a dos és un(a) bravatell(a) o un(a) anoll(a).
A la Unió Europea actualment s'està intentant arribar a un consens sobre la seva definició administrativa, per tal d'harmonitzar els criteris de tractament, d'importació i exportació de la seva carn. En la ramaderia, les vedelles criades per a consum humà són sotmeses a la directiva europea Protecció dels vedells de carnisseria, en aquest context, s'utilitza el límit d'edat de sis mesos. A Catalunya la vedella de «Marca Q», un segell de qualitat, ha de tenir menys de dotze mesos d'edat.

## Marca Q

Logotip marca Q

La carn de vedella de Catalunya es pot adherir al segell alimentari Marca Q de qualitat alimentària, certificació oficial atorgada pel Departament d'Agricultura, Ramaderia, Pesca i Alimentació de la Generalitat de Catalunya regulat legalment per ordre.
La carn de vedella emparada sota aquest distintiu prové d'animals de races d'aptitud càrnia i encreuaments, criats en explotacions destinades únicament a produir carn amb Marca Q. Els animals entren a l'explotació amb una edat inferior als dos mesos i en surten amb una edat inferior als dotze mesos per ser sacrificats en escorxadors homologats. Cada animal s'identifica individualment mitjançant un cròtal amb el logotip de la Marca Q. Per a alimentar-los, s'utilitzen pinsos elaborats amb matèries primeres de qualitat com els cereals, lleguminoses, turtons oleaginosos, greix vegetal i complements vitamínicominerals. Per aconseguir la màxima qualitat de la carn, les canals se sotmeten a un procés de maduració de quatre dies com a mínim.
La carn de vedella amb marca Q es pot vendre a peces o filetejada i envasada, s'identifica mitjançant una etiqueta o segellat amb el logotip de la Marca Q, el nom de l'adjudicatari, el número de traçabilitat i el nom de l'entitat de certificació.
Tot el procés productiu es controla i certifica, des de la granja fins al punt de venda de forma que s'assegura el compliment del reglament de la Marca Q de carn de vedella, així com la traçabilitat des de l'animal viu fins al producte final. El 2002 s'ha creat l'Associació d'adjudicataris de Marca Q de carn de vedella, que reuneix la major part dels ramaders productors de la marca.